# Windesheim, Bad Kreuznach
Windesheim là một đô thị thuộc huyện Bad Kreuznach trong bang Rheinland-Pfalz, phía tây nước Đức. Đô thị Windesheim, Bad Kreuznach có diện tích 10,17 km², dân số thời điểm ngày 31 tháng 12 năm 2006 là 1870 người.